# Неразрушающий контроль

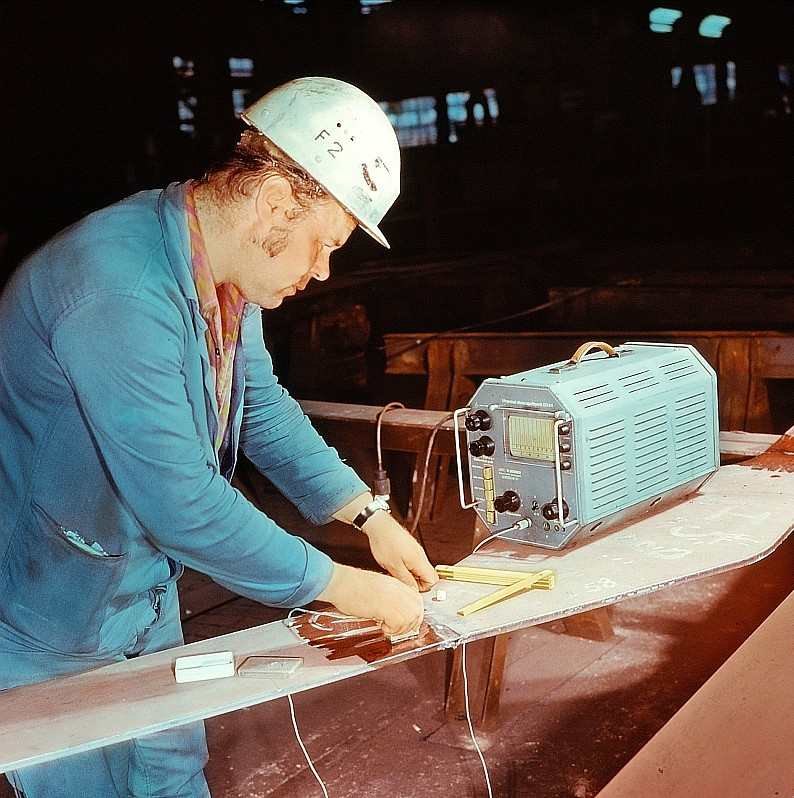
Ультразвуковой контроль изделий в ГДР, 1977 г.

Неразруша́ющий контро́ль (НК) — контроль надёжности основных рабочих свойств и параметров объекта или отдельных его элементов/узлов, не требующий выведения объекта из работы либо его демонтажа.
Также существует понятие разрушающего контроля (например, краш-тесты автомобилей).

## Основные методы
Основными методами неразрушающего контроля являются:
- магнитный — основанный на анализе взаимодействия магнитного поля с контролируемым объектом. Применяется для выявления дефектов в ферромагнитных металлах (никель, железо, кобальт и ряд сплавов на их основе);
- электрический — основанный на регистрации параметров электрического поля, взаимодействующего с контролируемым объектом или возникающего в контролируемом объекте в результате внешнего воздействия;

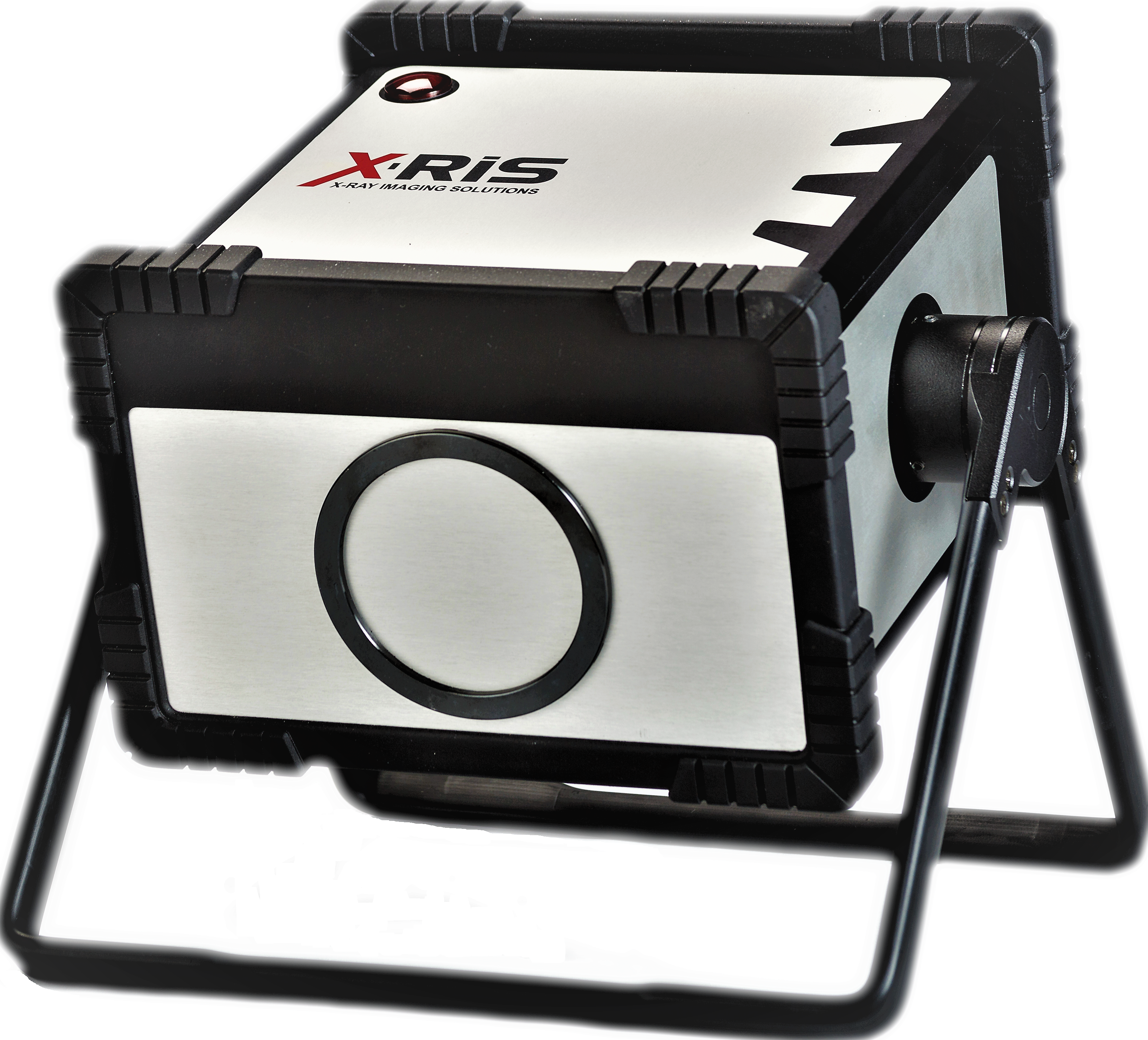
Портативный рентгеновский аппарат, 2009 г.

- вихретоковый — основанный на анализе взаимодействия электромагнитного поля вихретокового преобразователя с электромагнитным полем вихревых токов, наводимых в контролируемом объекте;
- радиоволновой — основанный на регистрации изменений параметров электромагнитных волн радиодиапазона, взаимодействующих с контролируемым объектом;
- тепловой — основанный на регистрации изменений тепловых или температурных полей контролируемых объектов, вызванных дефектами. Основной параметр в тепловом методе — это распределение температуры по поверхности объекта, так как несет информацию об особенностях процесса теплопередачи, его внутренней структуре, наличии скрытых внутренних дефектов и режиме работы объекта;
- оптический — основанный на регистрации параметров оптического излучения, взаимодействующего с контролируемым объектом;
- радиационный — основанный на регистрации и анализе проникающего ионизирующего излучения после взаимодействия с контролируемым объектом. Слово «радиационный» может заменяться словом, обозначающим конкретный вид ионизирующего излучения, например, рентгеновский, нейтронный и т. д.;

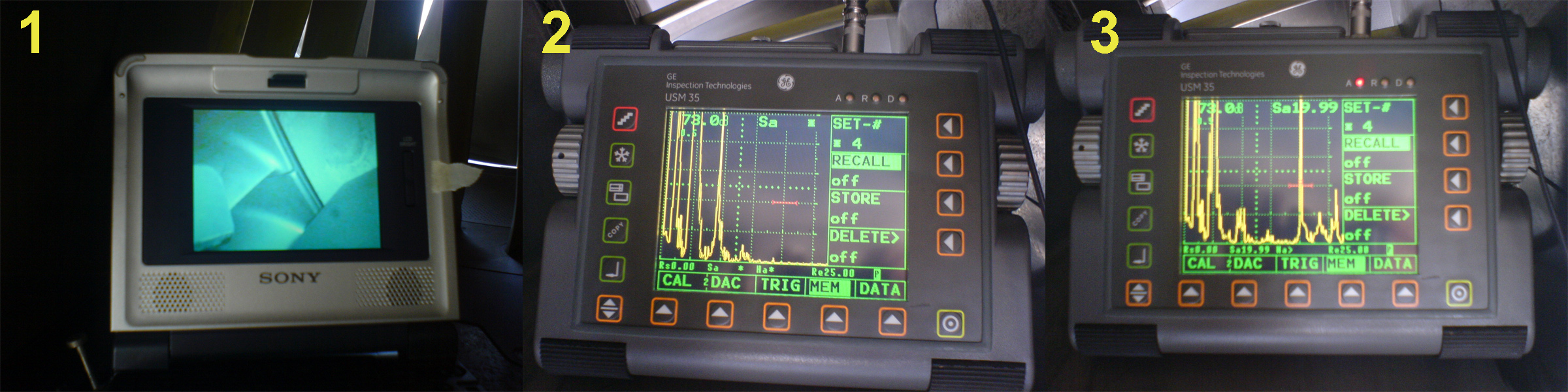
Ультразвуковой контроль двигателя V2500, 2007 г.

- акустический (ультразвуковой) — основанный на регистрации параметров упругих волн, возбуждаемых или возникающих в контролируемом объекте. При использовании упругих волн ультразвукового диапазона (выше 20 кГц) допустимо применение термина «ультразвуковой» вместо термина «акустический»;
- проникающими веществами — основанный на проникновении веществ в полости дефектов контролируемого объекта. Термин «проникающими веществами» может изменяться на «капиллярный», а при выявлении сквозных дефектов — на «течеискание»;
- виброакустический — основанный на регистрации параметров виброакустического сигнала, возникающего при работе контролируемого объекта.
- визуальный (ВИК) — выявление заусенцев, вмятин, ржавчины, прожогов, наплывов и других видимых дефектов.

## Классификация контроля
| Вид контроля            | По характеру взаимодействия физических полей с контролируемым объектом                                                                   | По первичному информативному параметру                                                                              | По способу получения первичной информации |
| ----------------------- | --- | --- | --- |
| Магнитный               | Магнитный | Коэрцитивной силы, Намагниченности, Остаточной индукции, Магнитной проницаемости, Напряженности Эффекта Баркгаузена | Индукционный, Феррозондовый, Магнитографический, Пондеромоторный, Магниторезисторный |
| Электрический           | Электрический, Трибоэлектрический, Термоэлектрический,                                                                                   | Электропотенциальный, Электроемкостный                                                                              | Электростатический порошковый, Электропараметрический, Электроискровой, Рекомбинационного излучения, Экзоэлектронной эмиссии, Шумовой, Контактной разности потенциалов                                  |
| Вихретоковый            | Прошедшего излучения, Отраженного излучения                                                                                              | Амплитудный, Фазовый, Частотный, Спектральный, Многочастотный                                                       | Трансформаторный, Параметрический |
| Радиоволновой           | Прошедшего излучения, Отраженного излучения, Рассеянного излучения, Резонансный                                                          | Амплитудный, Фазовый, Частотный, Временной, Поляризационный, Геометрический                                         | Детекторный (диодный), Болометрический, Термисторный, Интерференционный, Голографический, Жидких кристаллов, Термобумаг, Термолюминофоров, Фотоуправляемых полупроводниковых пластин, Калориметрический |
| Тепловой                | Тепловой контактный, Конвективный, Собственного излучения,                                                                               | Термометрический, Теплометрический                                                                                  | Пирометрический, Жидких кристаллов, Термокрасок, Термобумаг, Термолюминофоров, Термозависимых параметров, Оптический, Интерференционный, Калориметрический                                              |
| Оптический              | Прошедшего излучения, Отраженного излучения, Рассеянного излучения, Индуцированного излучения                                            | Амплитудный, Фазовый, Частотный, Временной, Поляризационный, Геометрический, Спектральный                           | Интерференционный, Нефелометрический, Голографический, Рефрактометрический, Рефлексометрический, Визуально-оптический,                                                                                  |
| Радиационный            | Прошедшего излучения, Рассеянного излучения, Активационного анализа, Характеристического излучения, Автоэмиссионный                      | Плотности потока энергии, Спектральный                                                                              | Сцинтилляционный, Ионизационный, Вторичных электронов, Радиографический, Радиоскопический |
| Акустический            | Прошедшего излучения, Отраженного излучения (эхо-метод), Резонансный, Импедансный, Свободных колебаний, Акустико-эмиссионный             | Амплитудный, Фазовый, Временной, Частотный, Спектральный                                                            | Пьезоэлектрический, Электромагнитно-акустический, Микрофонный, Порошковый |
| Проникающими веществами | Молекулярный | Жидкостной, Газовый                                                                                                 | Яркостный (ахроматический), Цветной (хроматический), Люминесцентный, Люминесцентно-цветной, Фильтрующихся частиц, Масс-спектрометрический, Пузырьковый, Манометрический, Галогенный                     |
| Виброакустический       | Механические колебания — движение точки или механической системы, при котором происходят колебания характеризующих его скалярных величин | Статистические параметры колебательного процесса (механических колебаний)                                           | Пьезоэлектрический. Электромагнитно-акустический |

Неразрушающий контроль (англ. Nondestructive testing (NDT)) также называется оценкой надёжности неразрушающими методами (англ. nondestructive evaluation (NDE)) или проверкой без разрушения изделия (англ. nondestructive inspection (NDI)). НК особенно важен при создании и эксплуатации жизненно важных изделий, компонентов и конструкций. Для выявления различных изъянов, таких как разъедание, ржавление, растрескивание.
В международной практике приняты сокращенные обозначения видов неразрушающего контроля (AWS), приведенные в таблице:
| № п/п | Вид контроля                                | Условное обозначение |
| ----- | ------------------------------------------- | -------------------- |
| 1     | Контроль с применением акустической эмиссии | AET                  |
| 2     | Электромагнитный контроль                   | ET                   |
| 3     | Контроль течеисканием                       | LT                   |
| 4     | Магнитопорошковый контроль                  | MT                   |
| 5     | Нейтронная дефектоскопия                    | NRT                  |
| 6     | Контроль с применением проникающей жидкости | PT                   |
| 7     | Радиографический контроль                   | RT                   |
| 8     | Ультразвуковой контроль                     | UT                   |
| 9     | Визуальный контроль                         | VT                   |
| 10    | Виброакустический                           | VA                   |

Указанные условные обозначения обозначаются на чертежах.

## НК в промышленности
Целью использования неразрушающего контроля в промышленности является надёжное выявление опасных дефектов. Поэтому выбор конкретных методов НК определяется эффективностью обнаружения такого брака. На практике наибольшее распространение получил ультразвуковой контроль, как обладающий высокой чувствительностью, мобильностью и экологичностью, а также радиационный, успешно выявляющий опасные дефекты и объективно фиксирующий полученные результаты.
В зависимости от ставящихся задач, используют и другие методы контроля. Например, для поиска поверхностных дефектов — капиллярные, а для выявления сквозных — течеискание.
Электрические, магнитоэлектрические, магнитные и вихревые методы позволяют проводить контроль свойств проводящих сред, как правило, на поверхности и в подповерхностном слое. Более полным образом неразрушающий контроль осуществляется совокупностью нескольких методов.

## Международные ассоциации по НК
- EFNDT (European Federation for Non Destructive Testing — Европейская Федерация Неразрушающего Контроля)
- ICNDT (The International Committee for Non-Destructive Testing — Международный Комитет по Неразрушающему Контролю)
- РОНКТД (Российское общество по неразрушающему контролю и технической диагностике — RSNTTD)

## Журналы
- «Дефектоскопия» (Russian Journal of Nondestructive Testing)
- «В мире неразрушающего контроля»
- «Контроль. Диагностика»
- «Техническая диагностика и неразрушающий контроль»(издается Институтом электросварки им. Е. О. Патона)
- «Территория NDT»